# Kingston upon Thames
Kingston upon Thames is een historisch stadje in Engeland en tegenwoordig de centrale wijk van het Londense bestuurlijk gebied Royal Borough of Kingston upon Thames, in het zuidwesten van de regio Groot-Londen.

## Geschiedenis
Kingston was al in de middeleeuwen een market town (marktvlek). Zes of zeven Engelse koningen werden hier gekroond. De eerste was mogelijk Eduard de Oudere in 899, maar meer waarschijnlijk Æthelstan van Engeland in 925. Dat de plaatsnaam verwijst naar deze koningen berust op een legende. Kingston heette "Cyninges tun" in 838, "Chingestune" in 1086, "Kingeston" in 1164, "Kyngeston super Tamisiam" in 1321 en "Kingestowne upon Thames" in 1589. De naam betekent "koningsgoed" of "domein van de koning" van de Oudengelse woorden cyning (koning) en tun (tuin of landbouwgebied). Het was het eerste koninklijk verblijf van de Saksische koningen.

## Voorzieningen
Kingston telt drie spoorwegstations: Station Kingston, Station Norbiton en Station Hampton Wick, met frequente treinverbindingen met Londen Waterloo.
Kingston upon Thames wordt in de toekomstvisie London Plan (2004/2015) aangemerkt als een van de 19 metropolitan centres van Groot-Londen met een verzorgingsgebied groter dan de eigen borough. Tevens is het een van de 38 opportunity areas in de agglomeratie, gebieden met positieve ontwikkelingsmogelijkheden.

## Stedenbanden
- Delft (Nederland)
- Oldenburg (Duitsland)

## Afbeeldingen

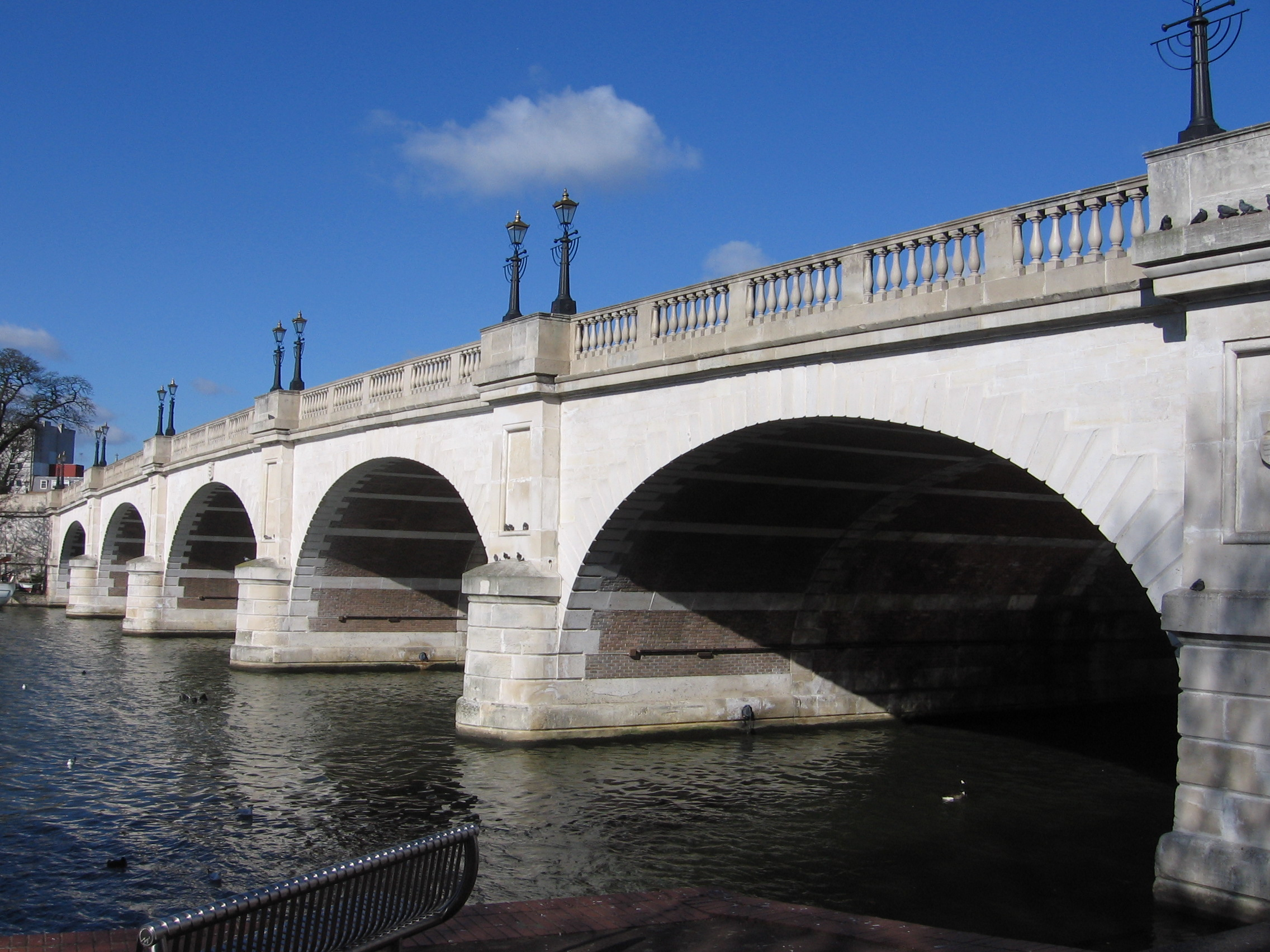
Kingston Bridge
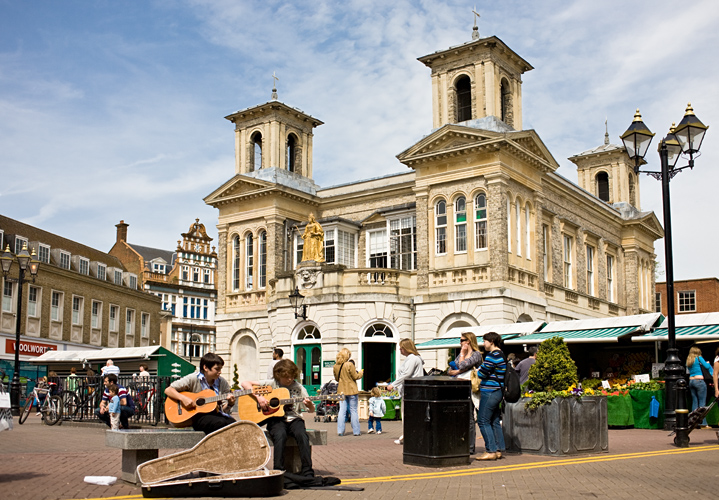
Markt met stadhuis
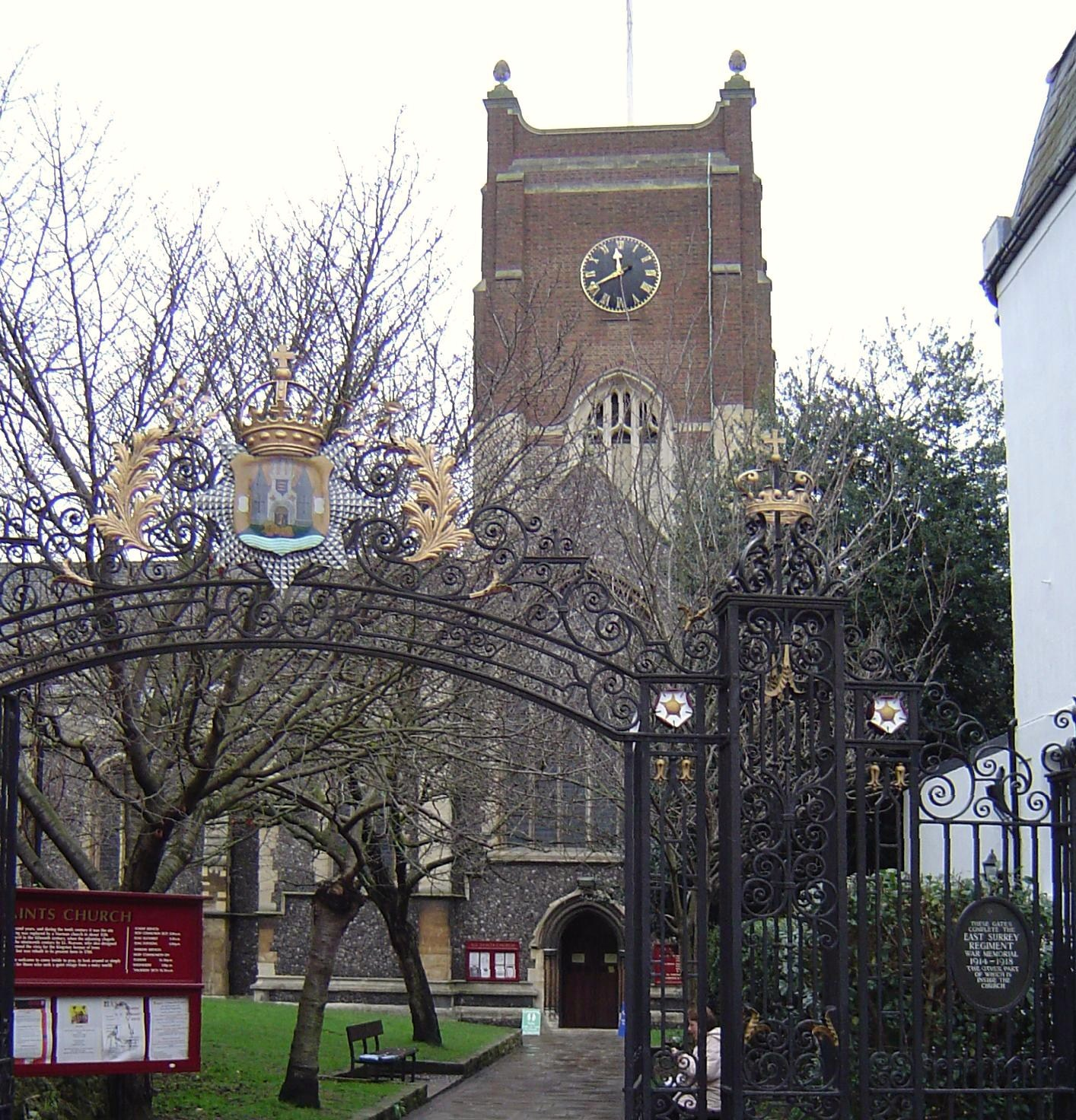
All Saints' Church
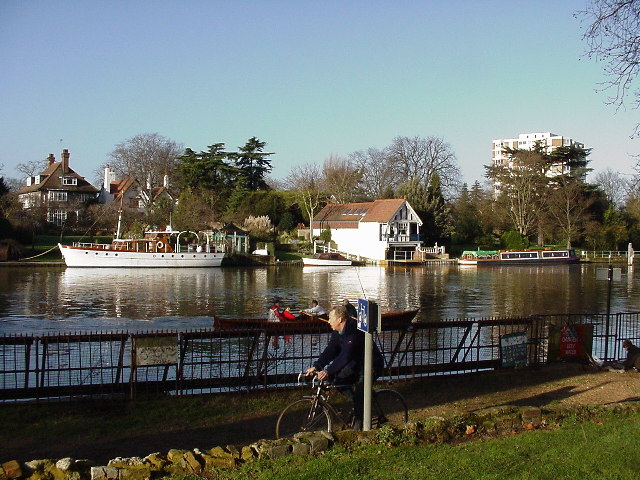
Theems bij Canbury Gardens

## Geboren
- Eadweard Muybridge (1830–1904), fotograaf/onderzoeker
- Peter Croker (1921–2011), voetballer
- Dudley Sutton (1933–2018), acteur
- David Clayton-Thomas (1941), Canadees zanger (Blood, Sweat & Tears)
- Peter Cox (1955), zanger (Go West)
- Steven Wilson (1967), zanger (Porcupine Tree)
- Jonny Lee Miller (1972), acteur
- India de Beaufort (1987), actrice, zangeres en songwriter
- Luke Shaw (1995), voetballer
- Tom Holland (1996), acteur
- Patrick Roberts (1997), voetballer
- Declan Rice (1999), voetballer